# Trimorus castaneus
Trimorus castaneus är en stekelart som först beskrevs av Charles Thomas Brues 1922.  Trimorus castaneus ingår i släktet Trimorus och familjen Scelionidae. Inga underarter finns listade i Catalogue of Life.